# Kiskisos
 (janvier 2025).
Kiskisos ou Ciscissus, parfois Cissus est une cité antique de l'Empire romain puis de l'Empire byzantin, située en Cappadoce, dans l'actuelle Turquie.

## Histoire

Carte des sites frontaliers entre l'Empire byzantin et le califat musulman, faisant figurer Kiskisos.

L'étymologie de la localité est à rapprocher du peuple des Gasgas (ou Kaskas), implantés dans la région au deuxième millénaire avant Jésus-Christ.
La cité est incluse dans la province de Cappadocia Prima. Elle devient ensuite un évêché, suffragant de la métropole de Césarée de Cappadoce. Seuls deux évêques sont connus, Platon, présent au concile in Trullo convoqué par Justinien II en 692 et Soterichus, qui assiste au deuxième concile de Nicée en 787. L'évêché n'est plus actif et figure dans la liste des sièges titulaires de l'Église catholique.
Le site est situé près de l'actuelle localité de Yaylacık.

## Sources
- (en) William Mitchell Ramsay, The Cities and Bishoprics of Phrygia: Being an Essay of the Local History of Phrygia from the Earliest Times to the Turkish Conquest. The Lycos valley and south-western Phrygia, Volume 1,Numéro 1, Clarendon Press, 1895 (lire en ligne)